# These Are the Days of Our Lives
«These Are the Days of Our Lives» (en español: "Estos son los días de nuestras vidas") es una de las últimas canciones de la banda británica de rock Queen. Acreditada en principio a la autoría de todo el grupo, se sabe actualmente que el autor es el baterista Roger Taylor, sin descartarse ayuda de los demás miembros de la banda. Es el octavo track en el álbum Innuendo de 1991.

## Historia
Fue lanzada como sencillo en los Estados Unidos en el 45 aniversario de Freddie Mercury, el 5 de septiembre de 1991, y como lado doble A single en el Reino Unido, el 9 de diciembre, tras la muerte de Mercury, con la canción Queen "Bohemian Rhapsody". El sencillo debutó en el # 1 en el UK Singles Chart, y se mantuvo en la cima durante cinco semanas. La canción fue galardonada con un Brit Award por "Mejor Single" en 1992. Un año después alcanzó el puesto número uno en el Reino Unido como una de las diez mejores canciones del momento.
El viernes 14 de febrero de 1992 la canción fue elegida como "mejor single británico de 1991" durante la ceremonia de entrega anual de los Brit Awards. Cabe resaltar que cuando Brian May y Roger Taylor subieron al escenario a recoger el premio, fue Roger Taylor quien anunció al mundo que el lunes 20 de abril del mismo año se celebraría la vida de Freddie Mercury al estilo al cual él estaba acostumbrado: en un apoteósico mega concierto tributo a Freddie, el cual se realizaría en el Estadio de Wembley, y transmitido al mundo entero por televisión. Al día siguiente de este anuncio, la venta total de las entradas para dicho concierto se agotó en tan sólo dos horas.
Durante el Concierto Tributo a Freddie Mercury, la canción fue interpretada por George Michael y Lisa Stanfield, cantando Michael la primera parte y Lisa la segunda, mientas que los estribillos eran cantados por los dos en dos voces. Meses después este tema aparecería en el mini-elepé que contenía los temas cantados por George Michael en ese concierto: 39, These Are The Days Of Our Lives y Somebody To Love.
Durante las giras "Return Of The Champions" y "The Cosmos Rock", de Queen + Paul Rodgers, fue interpretada por Roger Taylor, que fue quien la compuso, siendo acompañado por el resto de la banda y una batería programada; las partes en segunda voz eran hechas por Brian May y en ocasiones por Jammie Mosses cuando May no podía cantar por hacer los arreglos de guitarra.
En general es un tema nostálgico. En un principio se pensó que Roger lo había escrito para su amigo Freddie, que se encontraba al borde de la muerte debido a su enfermedad; sin embargo, en el documental Days Of Our Lives de la BBC, transmitido en 2011, Brian May explicó que el tema en realidad había sido inspirado en los hijos de Roger, pero que debido a la situación de Freddie, de su muerte y de un inminente fin en la banda, la canción tomó otro sentido, convirtiéndose en un homenaje póstumo a Mercury.
En el disco de Tributo Latino a Queen, la canción fue traducida y adaptada, siendo su intérprete Antonio Vega, bajo el título de "Días Que No Volverán".

## En directo
La canción nunca fue interpretada en directo por el grupo, ya que su última gira fue el Magic Tour de 1986. Es por este motivo que ninguna canción del álbum Innuendo fue tocada en vivo por el grupo en vida de Freddie Mercury.
No obstante, la canción sí se interpretó en el Concierto homenaje a Freddie Mercury el 20 de abril de 1992, por los tres miembros restantes de Queen y por George Michael a dúo con Lisa Stansfield a la voz. Esta versión en vivo fue incluida en el álbum de 1993 Five Live (EP), acreditado a George Michael junto a Queen y Lisa Stansfield.
Posteriormente, la canción fue rescatada, ya sin John Deacon en la formación, para las actuaciones en directo de Queen + Paul Rodgers entre 2005 y 2006, con voces proporcionadas por Roger Taylor. En el escenario la canción fue acompañada por un video de la banda en sus primeros días en Japón, incluyendo muchas giras de los exmiembros de la banda Freddie Mercury y John Deacon. También forma parte de las giras de Queen + Adam Lambert a partir de 2012 hasta el presente.

## Otras actuaciones y covers en directo
La canción fue utilizada el 1 de julio de 2007 en el concierto para Diana llevado a cabo en el nuevo estadio de Wembley, Londres, en honor a Diana de Gales, que había muerto casi 10 años antes. Al final del concierto, un montaje de video de Diana como un niño fue presentado y esta canción se reproduce en segundo plano. 
Petula Clark realizó un cover, el cual está incluido en su compilado de 2008 Then & Now: The Very Best of Petula Clark.

## Videoclip
El video que acompaña esta balada fue la última filmación en vida de Freddie Mercury, ya que se encontraba muy enfermo debido al SIDA. La mayoría de las imágenes utilizadas en el video fueron filmadas por Rudi Dolezal y Hannes Rossacher de DoRo producciones. Fue filmado el 30 de mayo de 1991. Se agregaron animaciones de Disney en la versión original, utilizando un tono sepia para la banda con el objetivo de mejorar el aspecto del cantante. Una versión posterior se lanzó en blanco y negro, a modo de memoria y homenaje resultando ser más reconocida que la anterior.

## Músicos
- Freddie Mercury - voces, teclados y coros
- Brian May - guitarra eléctrica y coros
- Roger Taylor - batería, coros y percusión
- John Deacon - bajo
- David Richards - sintetizadores

- Datos: Q847905